# بیل وستنهفر
بیل وِستِنهُفِر (انگلیسی: Bill Westenhofer) اهل ایالات متحده آمریکا است.
وی همچنین برندهٔ جوایزی همچون جایزه اسکار بهترین جلوه‌های تصویری شده‌است.